# Supercoppa spagnola 2015 (pallacanestro maschile)
La Supercoppa spagnola 2015  è la 12ª Supercoppa spagnola di pallacanestro maschile, organizzata dalla ACB e la 16ª edizione in generale. È anche chiamata Supercoppa Endesa per motivi di sponsorizzazione.
Sarà disputata il 2 e il 3 ottobre 2015 presso il Palacio de Deportes José María Martín Carpena di Malaga tra i seguenti quattro club:
- Málaga, squadra ospitante
- Real Madrid, campione di Spagna 2014-15 e vincitore della Copa del Rey 2015
- Gran Canaria, finalista di Eurocup 2014-15
- Barcellona, finalista di Copa del Rey 2015

## Sorteggio
Le semifinai sono state sorteggiate il 23 settembre 2015, senza alcuna restrizione.

## Tabellone
|  | Semifinali | Semifinali   | Semifinali |        |            | Finale     | Finale | Finale |  |
|  |            |              |            |        |            |            |        |        |  |
|  | 3          | Gran Canaria | 60         |        |            |            |        |        |  |
|  | 3          | Gran Canaria | 60         |        |            |            |        |        |  |
|  | 4          | Barcellona   | 88         |        |            |            |        |        |  |
|  | 4          | Barcellona   | 88         |        | Barcellona | Barcellona | 80     |        |  |
|  |            |              |            |        | Barcellona | Barcellona | 80     |        |  |
|  |            |              | Málaga     | Málaga | 62         |            |        |        |  |
|  | 1          | Málaga       | Málaga     | Málaga | 62         | 94         |        |        |  |
|  | 1          | Málaga       |            |        |            |            |        |        |  |
|  | 2          | Real Madrid  | 79         |        |            |            |        |        |  |

## Semifinali
| Arbitri: | Juan Carlos García González Antonio Conde Carlos Peruga |

|                                       |            |                          |
| Pangos 13                             | Punti      | 16 Eriksson              |
| Pangos 6                              | Assist     | 8 Satoranský             |
| Aguilar, Omić, Pangos, Paulí, Salin 4 | Rimbalzi   | 5 Lawal, Tomić, Vezenkov |
| Aíto García Reneses                   | Allenatori | Xavier Pascual Vives     |

| Arbitri: | Emilio Pérez Pizarro Miguel Ángel Pérez Pérez Fernando Calatrava |

|            |            |             |
| Thomas 15  | Punti      | 18 Reyes    |
| Marković 7 | Assist     | 4 Rodríguez |
| Hendrix 6  | Rimbalzi   | 10 Reyes    |
| Joan Plaza | Allenatori | Pablo Laso  |

## Finale
| Arbitri: | Juan Carlos García González Miguel Ángel Pérez Pérez Carlos Peruga |

| |            | |
| Kuzminskas 12 | Punti      | 15 Ribas |
| Marković 3 | Assist     | 6 Arroyo |
| Thomas 6 | Rimbalzi   | 8 Lawal |
| 1 Jackson• 9 Marković• 10 Thomas• 17 Vázquez• 19 Kuzminskas 4 Díaz• 7 Hendrix• 11 Díez• 12 Suárez• 14 Gabriel• 15 Smith • 16 Nedović | Formazioni | 5 Doellman• 8 Ribas• 9 Lawal• 13 Satoranský• 33 Perperoglou 10 Abrines• 14 Vezenkov• 20 Eriksson• 21 Diagne• 24 Oleson• 30 Arroyo• 44 Tomić |
| Joan Plaza | Allenatori | Xavier Pascual Vives |